# Chropicha

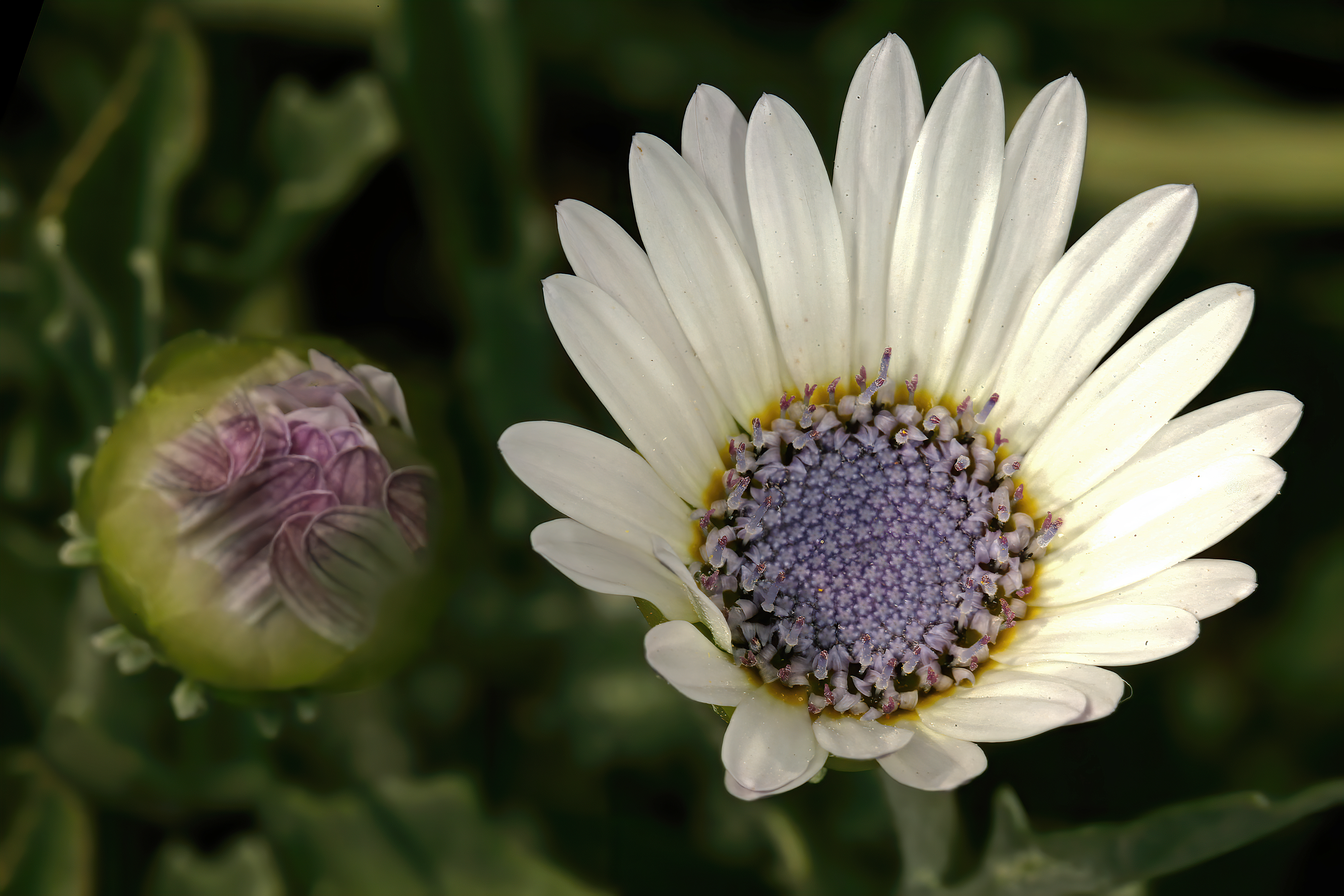
Arctotis venusta

Chropicha, arktotis, niedźwiedzie ucho (Arctotis L.) – rodzaj roślin należący do rodziny astrowatych. Obejmuje 68 gatunków występujących naturalnie w Afryce południowej w: Namibii, Południowej Afryce, Lesotho i Zimbabwe.
Rośliny z tego rodzaju są uprawiane jako ozdobne, zwłaszcza chropicha wielka zwana też arktotisem okazałym A. stoechadifolia. Gatunek ten jako introdukowany i zdziczały występuje już na wszystkich kontynentach poza Antarktydą.

## Morfologia
PokrójRośliny zielne (jednoroczne i wieloletnie), rzadko krzewy osiągające do 1 m wysokości, zazwyczaj są to niskie rośliny, o pędach owłosionych lub ogruczolonych.
LiścieCzęsto zimotrwałe, skrętoległe, skupione zazwyczaj w przyziemną rozetę lub łodygowe. Blaszki liściowe całobrzegie do lirowato-pierzasto złożonych, od spodu owłosione kutnerowato lub pajęczynowato.
KwiatyZebrane w pojedyncze i okazałe koszyczki wyrastające na szypułach. Okrywa półkulista lub dzwonkowata, o średnicy od 1 do 2,5 cm. Listki okrywy w kilku szeregach, wolne, zewnętrzne wąskie, wewnętrzne szersze, jajowate, na brzegu błoniaste. Dno koszyczka jest płaskie, pokryte bardzo licznymi kwiatami rurkowatymi, obupłciowymi, choć w centrum często występują kwiaty funkcjonalnie tylko męskie. Kwiaty te mają kolor od żółtego, przez pomarańczowy, purpurowy do brązowego. W zewnętrznej części koszyczka znajduje się pojedynczy szereg kwiatów języczkowych żeńskich o długim, skierowanym na zewnątrz płatku koloru białego, żółtego, pomarańczowego, różowego lub fioletowego, często ciemniejszego u nasady.
OwoceJajowate niełupki bruzdowane lub oskrzydlone, z puchem kielichowym w postaci łusek wyrastających w dwóch szeregach.

## Systematyka
Pozycja systematyczna
Rodzaj z rodziny astrowatych (Asteraceae), a w jej obrębie z szeroko ujmowanej podrodziny Cichorioideae, ewentualnie do wyodrębnianej podrodziny Vernonioideae. Niezależnie od przynależności do podrodziny reprezentuje plemienia Arctotideae i podplemienia Arctotidinae.
Wykaz gatunków
- Arctotis acaulis L. – arktotis bezłodygowy[6]
- Arctotis acuminata K.Lewin
- Arctotis adpressa DC.
- Arctotis angustifolia L.
- Arctotis arctotoides O.Hoffm.
- Arctotis argentea Thunb.
- Arctotis aspera L.
- Arctotis auriculata Jacq.
- Arctotis bellidiastrum (S.Moore) K.Lewin
- Arctotis bellidifolia P.J.Bergius
- Arctotis bolusii (S.Moore) K.Lewin
- Arctotis breviscapa Thunb.
- Arctotis campanulata DC.
- Arctotis canescens DC.
- Arctotis caudata K.Lewin
- Arctotis debensis R.J.McKenzie
- Arctotis decurrens O.Hoffm.
- Arctotis decurrens Jacq.
- Arctotis diffusa Thunb.
- Arctotis dimorphocarpa R.J.McKenzie
- Arctotis discolor Beauverd
- Arctotis dregei Turcz.
- Arctotis elongata Thunb.
- Arctotis erosa Beauverd
- Arctotis fastuosa Jacq.
- Arctotis flaccida Jacq.
- Arctotis formosa Thunb.
- Arctotis fosteri N.E.Br.
- Arctotis frutescens Norl.
- Arctotis glabrata Jacq.
- Arctotis glandulosa Thunb.
- Arctotis gowerae E.Phillips
- Arctotis gumbletonii Hook.f.
- Arctotis hirsuta Beauverd
- Arctotis hispidula Beauverd
- Arctotis incisa Thunb.
- Arctotis laciniata Lam.
- Arctotis lanceolata Harv.
- Arctotis leiocarpa Harv.
- Arctotis leucanthemoides Jacq.
- Arctotis linearis Thunb.
- Arctotis merxmuelleri Friedrich
- Arctotis microcephala Beauverd
- Arctotis muricata Thunb.
- Arctotis paniculata Jacq.
- Arctotis perfoliata Beauverd
- Arctotis pinnatifida Thunb.
- Arctotis pusilla DC.
- Arctotis reptans Jacq.
- Arctotis revoluta Jacq.
- Arctotis rogersii (S.Moore) K.Lewin
- Arctotis roodae Hutch.
- Arctotis rotundifolia K.Lewin
- Arctotis scabra Thunb.
- Arctotis schlechteri K.Lewin
- Arctotis schraderi (DC.) Beauverd
- Arctotis scullyi Dümmer
- Arctotis serpens (S.Moore) K.Lewin
- Arctotis setosa K.Lewin
- Arctotis spinulosa Jacq.
- Arctotis stoechadifolia P.J.Bergius – chropicha wielka[5], arktotis okazały[6]
- Arctotis suffruticosa K.Lewin
- Arctotis sulcocarpa K.Lewin
- Arctotis tricolor Jacq.
- Arctotis venidioides DC.
- Arctotis venusta Norl. – arktotis piękny[6]
- Arctotis verbascifolia Harv.
- Arctotis virgata Jacq.